# Discopsis
Discopsis is een geslacht van weekdieren uit de klasse van de Gastropoda (slakken).

## Soorten
- Discopsis apertus Rolán & Rubio, 2002
- Discopsis costulatus de Folin, 1870
- Discopsis dautzenbergi (Adam & Knudsen, 1969)
- Discopsis deprellus (Strong, 1938)
- Discopsis exmilitare Rolán & Rubio, 2002
- Discopsis ferreirorum Rolán & Rubio, 2002
- Discopsis gruveli (Dautzenberg, 1912)
- Discopsis irregularis Rolán & Rubio, 2002
- Discopsis jullieni (Adam & Knudsen, 1969)
- Discopsis liliae Rolán & Rubio, 2002
- Discopsis militare (Jousseaume, 1872)
- Discopsis nodulosus Rolán & Rubio, 2002
- Discopsis omalos (de Folin, 1870)
- Discopsis radians (Rolán & Rubio, 1991)
- Discopsis rarus Rolán & Rubio, 2002
- Discopsis reductus (Rolán & Rubio, 1991)
- Discopsis similis Rolán & Rubio, 2002